# 이색사향땃쥐
이색사향땃쥐(Crocidura fuscomurina)는 땃쥐과에 속하는 포유류의 일종이다. 앙골라, 베넹, 보츠와나, 부르키나 파소, 부룬디, 카메룬, 중앙아프리카공화국, 차드, 콩고민주공화국, 코트디부아르, 에티오피아, 감비아, 가나, 기니, 기니비사우, 케냐, 레소토, 말라위, 말리, 모리타니, 모잠비크, 나미비아, 니제르, 나이지리아, 르완다, 세네갈, 시에라리온, 남아프리카공화국, 수단, 탄자니아, 토고, 우간다, 잠비아, 그리고 짐바브웨에서 발견된다. 자연 서식지는 건조 사바나 지역, 습윤 사바나, 아열대 또는 열대 기후 지역의 건조 저지대 초원 그리고 고온의 사막 지역이다.